# Região Metropolitana de Palmeira dos Índios
A Região Metropolitana de Palmeira dos Índios é uma região metropolitana brasileira localizada no estado de Alagoas. Foi instituída pela lei complementar estadual nº 32 de 5 de janeiro de 2012 e é formada por sete municípios: Belém, Cacimbinhas, Estrela de Alagoas, Igaci, Major Isidoro, Minador do Negrão e Palmeira dos Índios.

## Nota
1. ↑  Com a mesma lei complementar, os municípios da Região Metropolitana de Palmeira dos Índios foram excluídos da Região Metropolitana do Agreste.